# Quassolo
Quassolo ist eine Gemeinde in der italienischen Metropolitanstadt Turin (TO), Region Piemont.

## Lage und Einwohner
Quassolo liegt 65 km nördlich von Turin an der Dora Baltea. Das Gemeindegebiet umfasst eine Fläche von 3,96 km² und hat 330 Einwohner (Stand 31. Dezember 2023).
Die Nachbargemeinden sind Settimo Vittone, Tavagnasco, Brosso und Borgofranco d’Ivrea.

## Geschichte

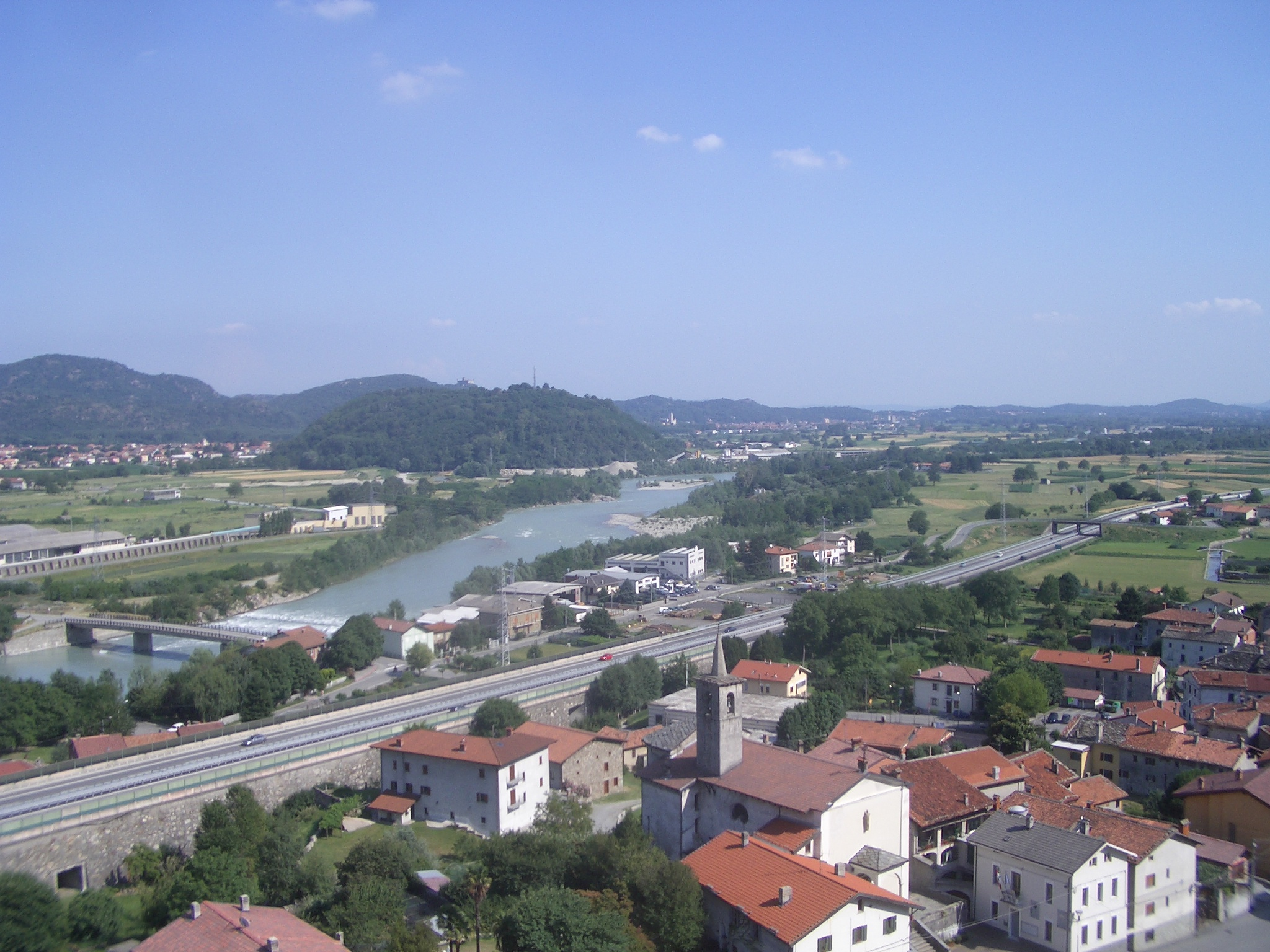
Panorama

In römischer Zeit führte die Via delle Gallie durch Quassolo, eine römische Konsularstraße, die von Augustus gebaut wurde, um die Poebene mit Gallien zu verbinden.